# Coevanas
Os coevanas são um grupo indígena que habita o noroeste do estado brasileiro do Amazonas, no alto rio Negro. Em relatos do século XIX, alega-se que tinham o hábito de caçar aves nativas de plumagem colorida com zarabatanas, mas tratavam mal os corpos dos animais caçados, comprometendo suas penas e impedindo a coleta de espécimes para estudo zoológico. Além disso, supostamente eram antropófagos. Sabe-se também que habitavam a vila de Moura.